# Graphops tenuis
Graphops tenuis är en skalbaggsart som beskrevs av Blake 1955. Graphops tenuis ingår i släktet Graphops och familjen bladbaggar. Inga underarter finns listade i Catalogue of Life.